# Heterangaeus japonicus crenatus
Heterangaeus japonicus crenatus is een ondersoort van de tweevleugelige Heterangaeus japonicus uit de familie Pediciidae. De soort komt voor in het Palearctisch gebied.